# Basma
Basma (hebrejsky בסמ"ה, arabsky بسم, v oficiálním přepisu do angličtiny Basma) je místní rada (menší město) v Izraeli, v Haifském distriktu.

## Geografie
Leží v nadmořské výšce 231 metrů na pahorcích poblíž vádí Ara, nedaleko Zelené linie, která odděluje Izrael v jeho mezinárodně uznávaných hranicích od okupovaného Západního břehu Jordánu.
Obec sestává ze tří sídelních jader - původních vesnic/osad Barta'a, Ejn al-Sahla a Mu'avija, které byly roku 1995 sloučeny do jedné obce. Ta netvoří souvislý územní celek, protože vesnice Barta'a a Ejn al-Sahla jsou odděleny městem Kacir-Chariš a Mu'avija leží 5 kilometrů severně od nich, na opačné straně vádí Ara, již v prostoru pahorkatiny Ramat Menaše, při vádí Nachal Barkan a jeho přítocích Nachal Panter a Nachal Gozlan. Severně od Mu'avije také začíná tok Nachal Ada.
Basma se nachází cca 55 kilometrů severovýchodně od centra Tel Avivu a cca 35 kilometrů jižně od centra Haify. Basmu obývají izraelští Arabové, přičemž osídlení v tomto regionu je etnicky smíšené. Podél vádí Ara převládají města, která obývají Arabové, například Umm al-Fachm. Na západní straně pak v pobřežní planině převládají Židé. Město Kacir-Chariš, jehož část Kacir odděluje vesnice Barta'a a Ejn al-Sahla, je rovněž židovské.
Město Basma je na dopravní síť napojeno pomocí dálnice číslo 65, jež vede podél vádí Ara a z které k jeho jednotlivým součástem odbočují místní komunikace.

## Dějiny
Basma vznikla roku 1995 sloučením tří dosud samostatných vesnic Barta'a, Ejn al-Sahla a Mu'avija a název sloučené obce je akronymem počátečních písmen těchto původních vesnic. Úřady místní rady sídlí ve městě Chadera. V roce 1996 byla Basma povýšena na místní radu (malé město).
Vesnice Barta'a byla po první arabsko-izraelské válce roku 1949 rozdělena na západní část obsazenou Izraelem a východní část, která spadala pod Západní břeh Jordánu kontrolovaný Jordánskem. Po šestidenní válce roku 1967 obsadil Izrael i východní část vesnice, ale administrativně zůstávaly obě poloviny obce odděleny a tento stav trvá i na počátku 21. století. Západní i východní část Barta'a byly ale od zbytku Západního břehu Jordánu odděleny bezpečnostní bariérou.

## Demografie
Podle údajů z roku 2005 tvořili 99,9 % obyvatel v Basmě muslimští Arabové. Jde o středně velké sídlo městského typu s dlouhodobě rostoucí populací. K 31. prosinci 2017 zde žilo 9500 lidí.
| Rok            | 1922 | 1931 | 1945 | 1961 | 1972 | 1983  | 1995  |
| -------------- | ---- | ---- | ---- | ---- | ---- | ----- | ----- |
| Počet obyvatel | 468  | 692  | 1000 | 481  | 792  | 1 202 | 1 800 |

do roku 1945 údaje za obě části vesnice
| Rok            | 1922 | 1931 | 1940 | 1961 | 1972 | 1983  | 1995  |
| -------------- | ---- | ---- | ---- | ---- | ---- | ----- | ----- |
| Počet obyvatel | 122  | 131  | 206  | 576  | 902  | 1 313 | 2 080 |

| Rok            | 1961 | 1972 | 1983 | 1995 |
| -------------- | ---- | ---- | ---- | ---- |
| Počet obyvatel | 234  | 484  | 670  | 838  |

| Rok            | 2001  | 2003  | 2004  | 2005  | 2006  | 2007  | 2008  | 2009  | 2010  | 2011  | 2012  | 2013  | 2014  | 2015  | 2016  | 2017  |
| -------------- | ----- | ----- | ----- | ----- | ----- | ----- | ----- | ----- | ----- | ----- | ----- | ----- | ----- | ----- | ----- | ----- |
| Počet obyvatel | 6 560 | 6 985 | 7 249 | 7 552 | 7 761 | 7 931 | 8 120 | 7 764 | 7 972 | 8 051 | 8 500 | 8 500 | 8 700 | 8 900 | 9 200 | 9 500 |